# Spirophorida
Spirophorida é uma ordem de esponjas da classe Demospongiae.

## Famílias
- Samidae Sollas, 1888
- Spirasigmidae Hallmann, 1912
- Tetillidae Sollas, 1886